# Делиль, Гийом
Гийом Делиль (28 февраля 1675, Париж — 25 января 1726, там же) — французский картограф, член Парижской АН (1702), известный своими уточнёнными картами Европы и Америки.
В 27-летнем возрасте был принят во Французскую академию наук и впоследствии стал первым учёным, получившим титул «главный королевский географ». Издал всемирный атлас (1700—1714) на основе новых материалов, критически пересмотрев картографические представления своего времени; впервые дал более верные пропорции Средиземного моря, устранив ошибку в долготе, которая сохранилась на географических картах ещё со времен Клавдия Птолемея (II в.); полностью переработал карту Африки. При подготовке карты Тартарии (1706) пользовался картой Николая Корнелия Витсена, составленной на основе русских чертежей XVII в., в том числе карты Сибири русского картографа П. И. Годунова.
В то время, когда он проводил свои картографические изыскания, престиж картографа и авторитетность его карт зависели от достоверности источников, то есть подробных сведений, предоставляемых исследователями и путешественниками европейским географам и картографам. Многие из созданных им карт были переизданы в Амстердаме издательством Корнеля Мортье и Иоганна Ковенса в составе «Atlas Nouveau», который неоднократно публиковался в разных редакциях начиная с 1733 года.